# Holt (Noorwegen)
Holt is een plaats en een voormalige gemeente in de fylke Agder in het zuiden van Noorwegen. De voormalige gemeente werd in 1960 toegevoegd aan de toen vergrote gemeente Tvedestrand. Holt heeft een zeer oude kerk uit het begin van de twaalfde eeuw. Bij de kerk stond tussen 1839 en 1877 een seminarie voor het bisdom Kristiansand.